# Golden (album)
Golden – czternasty studyjny album australijskiej piosenkarki Kylie Minogue. Został wydany 6 kwietnia 2018 roku przez wytwórnię BMG. Duża część materiału na album została nagrana w Nashville, gdzie Minogue szukała inspiracji dla tworzenia nowej muzyki. Pierwszym singlem promującym krążek został wydany 19 stycznia 2018 roku utwór Dancing.
Album osiągnął pierwsze miejsce w notowaniu najlepiej sprzedających się albumów w Australii oraz Wielkiej Brytanii. W Polsce dotarł do 23 miejsca notowania OLiS.

## Lista utworów
| Nr  | Tytuł utworu                                         | Autorzy                                               | Produkcja              | Długość |
| --- | ---------------------------------------------------- | ----------------------------------------------------- | ---------------------- | ------- |
| 1.  | „Dancing”                                            | Kylie Minogue, Nathan Chapman, Steve McEwan           | Sky Adams              | 2:58    |
| 2.  | „Stop Me from Falling”                               | Kylie Minogue, Sky Adams, Steve McEwan, Danny Shah    | Adams                  | 3:01    |
| 3.  | „Golden”                                             | Kylie Minogue, Lindsay Rimes, Liz Rose, Steve McEwan  | Rimes                  | 3:07    |
| 4.  | „A Lifetime to Repair”                               | Kylie Minogue, Sky Adams, Danny Shah                  | Adams                  | 3:19    |
| 5.  | „Sincerely Yours”                                    | Kylie Minogue, Jesse Frasure, Amy Wadge               | Frasure                | 3:28    |
| 6.  | „One Last Kiss”                                      | Kylie Minogue, Ash Howes, Richard Stannard            | Howes, Stannard        | 3:41    |
| 7.  | „Live a Little”                                      | Kylie Minogue, Sky Adams, Danny Shah                  | Adams                  | 3:07    |
| 8.  | „Shelby '68”                                         | Kylie Minogue, Ash Howes, Richard Stannard            | Howes, Stannard, Daunt | 3:35    |
| 9.  | „Radio On”                                           | Kylie Minogue, Amy Wadge, Jonathan Green              | Jon Green              | 3:42    |
| 10. | „Love”                                               | Minogue, McEwan, Adams                                | Adams                  | 2:52    |
| 11. | „Raining Glitter”                                    | Kylie Minogue, Alex Smith, Mark Taylor, Francis White | Smith, Taylor, White   | 3:33    |
| 12. | „Music's Too Sad Without You (z Jackiem Savorettim)” | Kylie Minogue, Jack Savoretti, Samuel Dixon           | Dixon                  | 4:09    |
|     |                                                      |                                                       |                        | 40:32   |

## Notowania i certyfikaty

### Listy tygodniowe
| Lista przebojów (2018)                 | Najwyższa pozycja |
| -------------------------------------- | ----------------- |
| Australia (ARIA Charts)                | 1                 |
| Austria (Ö3 Austria Top 40)            | 5                 |
| Belgia (Ultratop 200 Albums, Flandria) | 4                 |
| Belgia (Ultratop 200 Albums, Walonia)  | 12                |
| Czechy (ČNS IFPI)                      | 6                 |
| Finlandia (Suomen virallinen lista)    | 47                |
| Francja (SNEP)                         | 33                |
| Hiszpania (PROMUSICAE)                 | 8                 |
| Holandia (MegaCharts)                  | 18                |
| Irlandia (IRMA)                        | 2                 |
| Japonia (Oricon)                       | 64                |
| Kanada (Billboard Canadian Albums)     | 33                |
| Niemcy (GfK Entertainment)             | 3                 |
| Nowa Zelandia (Recorded Music NZ)      | 16                |
| Polska (OLiS)                          | 23                |
| Szwajcaria (Alben Top 100)             | 4                 |
| Szwecja (Sverigetopplistan)            | 38                |
| USA (Billboard 200)                    | 64                |
| Węgry (MAHASZ)                         | 10                |
| Wielka Brytania (UK Albums Chart)      | 1                 |
| Włochy (FIMI)                          | 14                |

### Certyfikaty
| Kraj                  | Certyfikat | Sprzedaż |
| --------------------- | ---------- | -------- |
| Wielka Brytania (BPI) | Złoto      | 157 134+ |